# Nicias (alfarero II)

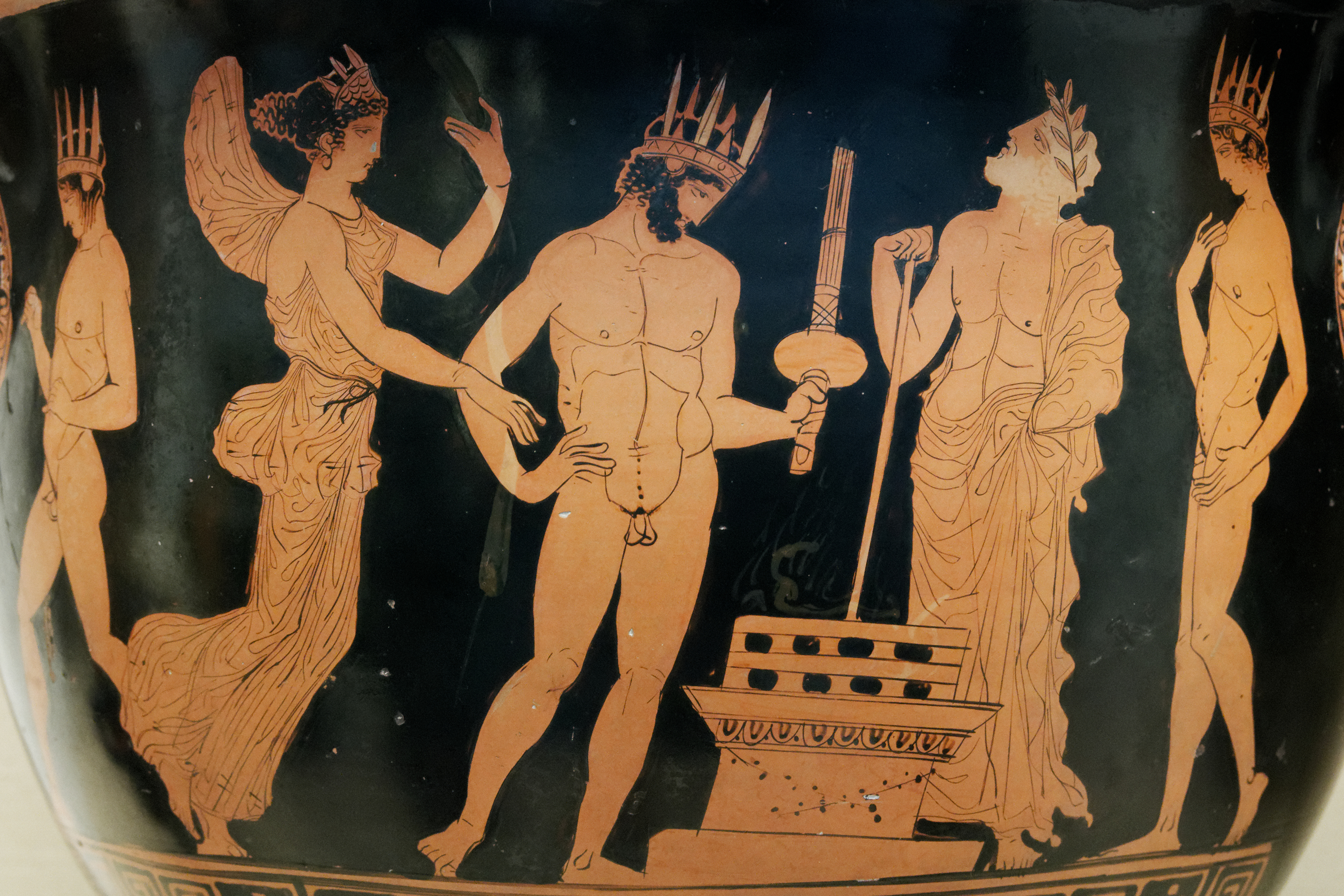
Crátera de campana firmada por Nicias.

Nicias (en griego antiguo: Νικίας), hijo de Hermocles, fue un alfarero ático, activo en Atenas alrededor del 420-400 a. C.
Únicamente se le conoce por su firma en la base de una crátera de campana de figuras rojas que está en Londres, Museo Británico, número de inventario. 1898.7-16.6. En ella se menciona no solo el nombre de su padre, que de otro modo sería desconocido, sino también el del demo ático de Anaflisto. El Pintor de Nicias se llama así por él. 